# 建暦
建暦（、旧字体：建󠄁曆）は、日本の元号の一つ。承元の後、建保の前。1211年から1213年までの期間を指す。この時代の天皇は順徳天皇。後鳥羽上皇の院政。鎌倉幕府征夷大将軍は源実朝、執権は北条義時。

## 改元
- 承元5年3月9日（ユリウス暦1211年4月23日）：順徳天皇の代始により改元。
- 建暦3年12月6日（ユリウス暦1214年1月18日）：建保に改元。

## 建暦期におきた出来事
2年
- 正月23日：浄土宗の開祖法然（源空）が遺言状『一枚起請文』を弟子の源智に授け、正月25日に死去。
- 鴨長明の『方丈記』が成立。

3年
- 5月1日：鎌倉で舎屋破壊、山崩地裂の地震。
- 5月2日：北条氏と三浦一族の対立の中、和田義盛が叛乱（和田合戦）。
- 12月18日：『金槐和歌集』が成立。

## 西暦との対照表
※は小の月を示す。
| 建暦元年（辛未） | 一月※     | 閏一月 | 二月※ | 三月※ | 四月  | 五月※ | 六月※ | 七月  | 八月  | 九月※   | 十月   | 十一月 | 十二月    |
| ---------------- | --------- | ------ | ----- | ----- | ----- | ----- | ----- | ----- | ----- | ------- | ------ | ------ | --------- |
| ユリウス暦       | 1211/1/17 | 2/15   | 3/17  | 4/15  | 5/14  | 6/13  | 7/12  | 8/10  | 9/9   | 10/9    | 11/7   | 12/7   | 1212/1/6  |
| 建暦二年（壬申） | 一月※     | 二月   | 三月※ | 四月※ | 五月※ | 六月  | 七月※ | 八月  | 九月※ | 十月    | 十一月 | 十二月 |           |
| ユリウス暦       | 1212/2/5  | 3/5    | 4/4   | 5/3   | 6/1   | 6/30  | 7/30  | 8/28  | 9/27  | 10/26   | 11/25  | 12/25  |           |
| 建暦三年（癸酉） | 一月※     | 二月   | 三月  | 四月※ | 五月※ | 六月  | 七月※ | 八月※ | 九月  | 閏九月※ | 十月   | 十一月 | 十二月    |
| ユリウス暦       | 1213/1/24 | 2/22   | 3/24  | 4/23  | 5/22  | 6/20  | 7/20  | 8/18  | 9/16  | 10/16   | 11/14  | 12/14  | 1214/1/13 |